# Cișmichioi, Găgăuzia
Cișmichioi (în găgăuză Çöşmäküü, în rusă Чишмикиой) este un sat în Unitatea Teritorială Administrativă Găgăuzia, Republica Moldova.

## Istorie
Satul Cișmichioi a fost fondat în anul 1809. Un grup de imigranți găgăuzi, în număr de 16 familii, au primit permisiunea de la guvernatorul Basarabiei să se așeze cu traiul între satele Vulcănești, Etulia și Giurgiulești la confluența a două pante la o distanță de 5 km de la lacul Cahul. Aici coloniști sub versantul stîng au găsit un izvor (Cișmea) și s-au stabilit lângă el iar satul a fost numit Cișmichioi.

## Geografie
În sat, pe partea stângă a vâlcelei afluentului lacului Cahul, este amplasată râpa Cișmichioi, o arie protejată din categoria monumentelor naturii de tip geologic sau paleontologic.

## Demografie

### Structura etnică
Structura etnică a localității conform recensământului populației din 2004:
| Grup etnic                    | Populație | % Procentaj |
| ----------------------------- | --------- | ----------- |
| Găgăuzi                       | 4772      | 94,42%      |
| Băștinași declarați Moldoveni | 159       | 3,15%       |
| Ruși                          | 43        | 0,85%       |
| Ucraineni                     | 39        | 0,77%       |
| Bulgari                       | 25        | 0,49%       |
| Alții                         | 16        | 0,32%       |
| Total                         | 5054      | 100%        |

## Administrație și politică
Componența Consiliului local Cișmichioi (13 consilieri), ales la 5 noiembrie 2023, este următoarea:
|  | Partid                                       | Consilieri | Componență | Componență | Componență | Componență | Componență | Componență |
|  | -------------------------------------------- | ---------- | ---------- | ---------- | ---------- | ---------- | ---------- | ---------- |
|  | Partidul Socialiștilor din Republica Moldova | 6          |            |            |            |            |            |            |
|  | Candidat independent OLEG SARGHELIU          | 1          |            |            |            |            |            |            |
|  | Candidat independent EVGHENIA RIȘILEAN       | 1          |            |            |            |            |            |            |
|  | Candidat independent DMITRI IANUL            | 1          |            |            |            |            |            |            |
|  | Partidul „Renaștere”                         | 2          |            |            |            |            |            |            |
|  | Candidat independent ALIONA GAIDARLÎ         | 1          |            |            |            |            |            |            |
|  | Candidat independent GHEORGHI BOEV           | 1          |            |            |            |            |            |            |